# Рожново-Лобеське
Рожново-Лобеське (пол. Rożnowo Łobeskie) — село в Польщі, у гміні Лобез Лобезького повіту Західнопоморського воєводства.
Населення — 148 осіб (2011).
У 1975-1998 роках село належало до Щецинського воєводства.

## Демографія
Демографічна структура станом на 31 березня 2011 року:
|          | Загалом | Допрацездатний вік | Працездатний вік | Постпрацездатний вік |
| -------- | ------- | ------------------ | ---------------- | -------------------- |
| Чоловіки | 74      | 20                 | 46               | 8                    |
| Жінки    | 74      | 16                 | 37               | 21                   |
| Разом    | 148     | 36                 | 83               | 29                   |